# Província del Nord-est (Kenya)
La província del Nord-est és una de les vuit províncies de Kenya. La capital provincial és la ciutat de Garissa, a prop de la província de la Costa. La població total és 962.143 (en 1999) i la seva superfície és de 126.902 km².
Anteriorment era conegut com el Districte de la Frontera del Nord (DFN), però el territori va ser fracturat de l'actual Somàlia meridional, el 1925 durant el període colonial. Durant les negociacions per a la independència de Kenya, Gran Bretanya va concedir l'administració de la DFN als nacionalistes kenyans malgrat un plebiscit informal que mostrava el desig aclaparador de la població de la regió d'unir-se a la recentment formada República de Somàlia. Aquest territori ha estat històricament, habitat majoritàriament per somalis.
Hi ha camps de refugiats de Somàlia. Durant el període colonial aquest territori va ser repartit a l'actual Somàlia meridional.
El clima d'aquesta província és semiàrid.